# Paralimnophila tortilis
Paralimnophila tortilis är en tvåvingeart som beskrevs av Alexander 1968. Paralimnophila tortilis ingår i släktet Paralimnophila och familjen småharkrankar. Inga underarter finns listade i Catalogue of Life.